# Jerónimo Luis de Cabrera y Garay
Jerónimo Luis de Cabrera y Garay o bien Jerónimo Luis II de Cabrera o Gerónimo Luis de Cabrera (Córdoba de la Nueva Andalucía, gobernación del Tucumán, 1586-ib., 18 de junio de 1662) fue un militar hispano-criollo, designado gobernador del Tucumán desde 1640 hasta 1642 y desde 1660 hasta 1662 y también del Río de la Plata entre 1641 y 1646.

## Biografía

### Origen familiar y primeros años
Gerónimo Luis de Cabrera nació en el año 1586 en la ciudad de Córdoba de la Nueva Andalucía, capital de la tenencia de gobierno homónima que formaba parte de la gobernación del Tucumán, la cual a su vez era una entidad autónoma dentro del Virreinato del Perú.
Era hijo de Gonzalo Martel de Cabrera y de su esposa María de Garay, cuyo padre era Juan de Garay Ochandiano y Mendieta Zárate y su cónyuge Isabel de Becerra y Contreras Mendoza.
Sus abuelos paternos eras Jerónimo Luis de Cabrera y Toledo, el fundador de la ciudad de Córdoba, y de su mujer Luisa Martel de los Ríos y Mendoza, y por ende, era bisnieto paterno de Gonzalo Martel de la Puente y Guzmán, XII señor de Almonaster y alcalde de primer voto de Panamá, y de su cónyuge Francisca Gutiérrez de los Ríos y Lasso de Mendoza.

### Teniente de gobernador general de Córdoba
Trágicamente huérfano de padre, creció bajo la tutoría paternal de su tío Pedro Luis de Cabrera y Martel. En 1612 lo eligieron alcalde de 2º voto y alférez real interino del Cabildo de Córdoba; así como en 1615 y 1618 ocuparía, respectivamente, los cargos de teniente de gobernador y procurador general de esa ciudad.
Aventurero y militar, por herencia y estímulos del ambiente, en 1621 emprendió, con la aprobación de las autoridades de la provincia, una expedición sin éxito hacia el legendario país de los Césares, que se creía repleto de oro y plata. 
En 1630, Gerónimo Luis de Cabrera secundó al gobernador Felipe de Albornoz, en la campaña destinada a sofocar el alzamiento calchaquí. Fue comandante general en el Tucumán y manifestando su valor y pericia militar, combatió y derrotó a los calchaquíes.
Cabrera con un contingente de vecinos de Córdoba, La Rioja y San Juan de la Ribera de Londres, salieron a combatirlos incursionando por el valle catamarqueño de Yocavil y la zona de Aconquija. Estableció los fuertes de Famatina y del Pantano y por último repobló a Londres el 15 de septiembre de 1633, aún bajo el nombre de San Juan Bautista de la Ribera, entonces en el valle de Pomán. En todas partes impuso el orden con mano dura, al extremo de hacer descuartizar al cacique rebelde Coronilla.

### Gobernador del Tucumán y del Río de la Plata (1640-1646)

#### Primer nombramiento y gestión
En 1640 asume el cargo de lugarteniente general de la provincia del Tucumán y el año 1641, el virrey Pedro Álvarez de Toledo y Leiva lo nombró gobernador del Río de la Plata, cargo que desempeñó hasta 1645.
En Buenos Aires, llevó a cabo el registro, desarme y expulsión de los portugueses avecindados o residentes en dicho puerto, y en Santa Fe y Corrientes, por mandato del virrey del Perú, a raíz del levantamiento europeo de Portugal para separarse de España. Asimismo, el acostumbrado rigor de Cabrera se puso de manifiesto en un escarmiento contra los indómitos charrúas, que intraquilizaban la comarca santafesina.

### Gobernador de la provincia de Chucuito
El 9 de junio de 1646 entregó el mando de la gobernación rioplatense a su sucesor Jacinto de Lariz y lo trasladaron al gobierno de Chucuito, en el Perú, en donde sirvió con gran fidelidad y compostura y posteriormente retornó al Tucumán en 1660, con la jerarquía de gobernador y capitán general de esa provincia, encargado de liquidar la guerra calchaquí que desatara Bohorquez.

### Gobernador del Tucumán (1660-1662)

#### Segundo nombramiento y gestión
Cabrera asumió en el cargo de gobernador del Tucumán en enero de 1660, atendió los negocios de Estado, sin descuidar el problema de los indígenas.
En ese mismo año, debido a un requerimiento porteño, debió enviar soldados santiagueños como refuerzos para defender la plaza de Buenos Aires ante el peligro de invasión de piratas holandeses.

### Fallecimiento
Finalmente el gobernador Jerónimo Luis II de Cabrera y Garay, que había testado en Santiago del Estero el día 22 de mayo y ocupado en dichos preparativos bélicos le sobrevino la muerte el 18 de junio de 1662, a consecuencia de un cáncer a la laringe. en la ciudad de Córdoba de la Nueva Andalucía de la gobernación del Tucumán.

## Matrimonio y descendencia
El hidalgo Jerónimo Luis de Cabrera y Garay se había unido en matrimonio con Isabel de Saavedra y Garay Becerra, una hija del primer gobernador criollo Hernando Arias de Saavedra y de su esposa Jerónima de Garay, con quien tuvo por lo menos cuatro hijos documentados:
- Jerónimo Luis III de Cabrera y Saavedra (Córdoba, 1612 - ib., diciembre de 1699), maestre de campo, que fue gobernador de Chucuito y teniente de gobernador de Salta, Jujuy y Esteco desde 1660, y se enlazaría hacia 1653 con Antonia de Carvajal Velasco[6][7] —una nieta materna del gobernador Juan Ramírez de Velasco— con quien tendría ocho sucesores, siendo su primogénito José de Cabrera y Velasco[8] que también llegaría a ser teniente de gobernador general de Córdoba.

- Andrés de Cabrera Saavedra (n. 1613).

- Francisco Luis de Cabrera Saavedra (n. ca. 1615).

- Juan de Cabrera Saavedra (n. ca. 1617) que se enlazaría hacia 1647 con María Ignacia de Figueroa (n. ca. 1627).